# Krzysztof Wysocki (koszykarz)
Krzysztof Wysocki (ur. 1 listopada 1956 w Chełmnie) – polski koszykarz występujący na pozycji środkowego, wielokrotny medalista mistrzostw Polski.
Wychowanek Pogoni Prudnik. Następnie zawodnik Resovii Rzeszów i Zagłębia Sosnowiec. Po zakończeniu kariery zamieszkał w Niemczech. Jego synowie Konrad i Kevin również zostali koszykarzami.

## Osiągnięcia
Drużynowe
- Wicemistrz Polski (1979)
- Brązowy medalista mistrzostw Polski (1976, 1977)